# Staustufe Wintrich
Die Staustufe Wintrich ist ein Absperrbauwerk der Wasserstraße Mosel bei Wintrich und Minheim im Landkreis Bernkastel-Wittlich in Rheinland-Pfalz. Die Anlage besteht aus einer Kombination von Stau-, Kraft- und Schleusen-Werken die einachsig zwischen den Ufern angeordnet sind. Sie ist die 8. von 12 Staustufen der 242 km langen Hauptstrecke zwischen Koblenz und Apach, die durch Stauhaltung und -regelung ganzjährig einen durchgängigen Frachtschiffverkehr auf der Mosel ermöglicht und jährlich 90 GWh an elektrischer Energie gewinnt.

## Lage
Die Staustufe Wintrich befindet sich am Flusskilometer 141,4 (Position der Wehrachse), 114 m über dem Meer (Höhe des Oberwassers) beim namensgebenden Moseldorf Wintrich.

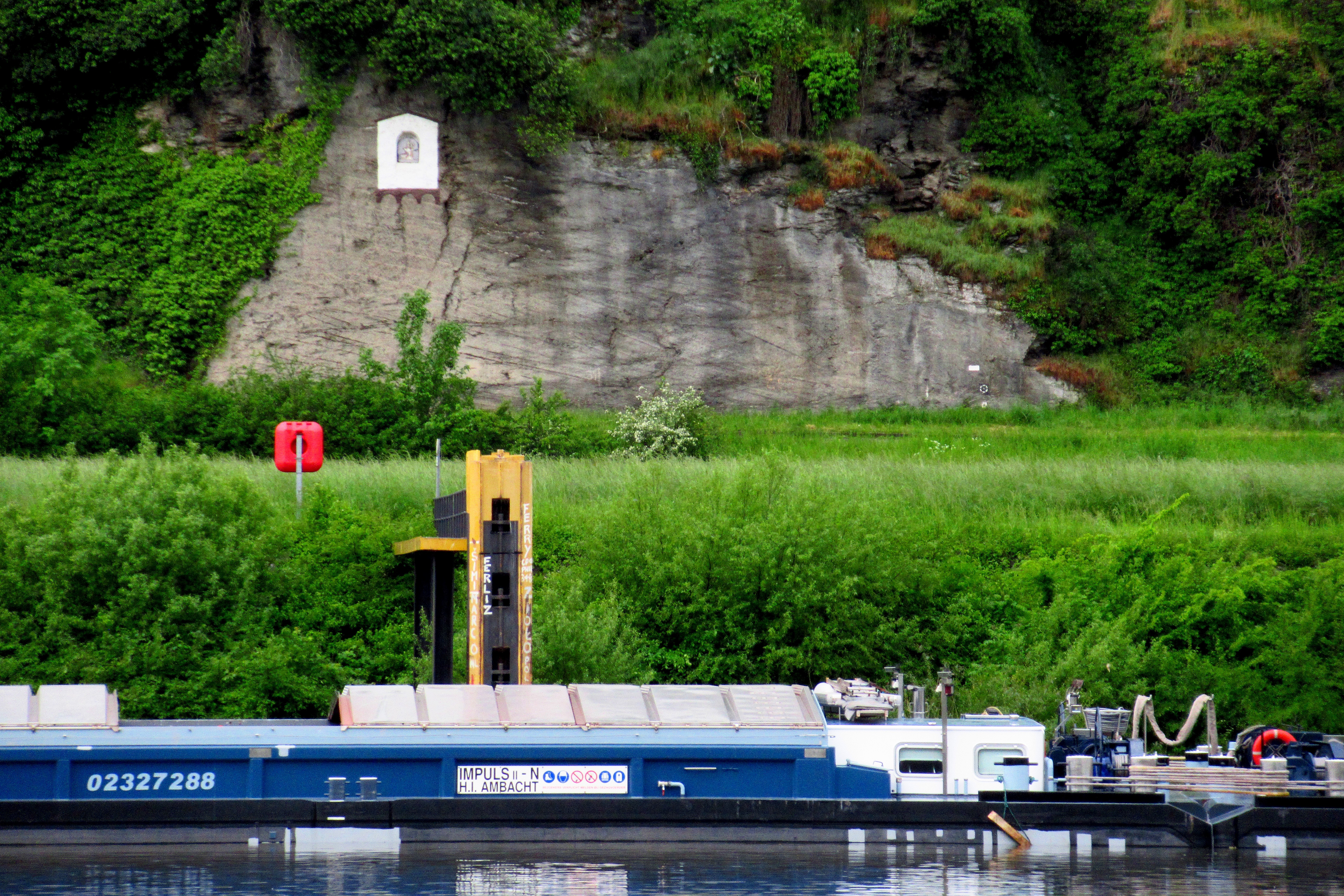
Der Nikolausfels am unteren Vorhafen:
Auf dem Gipfel dieses Felsens, der Burglay, gab es eine römische Befestigungsanlage. Seit der Römerzeit führte hier lediglich der Leinpfad vorbei, bis im 20. Jahrhundert der damals noch bis ans Wasser reichende Fels für eine befahrbare Uferstraße eingeschnitten wurde.

Vor dem Ausbau der Mosel zu einer staugeregelten Großschifffahrtsstraße, der von 1958 bis 1964 erfolgte, befand sich dort die sogenannte Wintricher Furt. Die Mosel war bei Wintrich besonders breit bei einem geringen Gefälle. So wurde etwa um 1900 auf der Strecke zwischen Trier und Bernkastel, an der Wintrich liegt, ein mittleres Sohlengefälle von 0,330 ‰ gemessen. Dadurch blieben die bei Anschwellungen der Mosel in Bewegung gesetzten Geschiebe in bedeutenden Massen liegen und erzeugten von km 140,8 bis km 141,5 (gemäß der 1912 eingeführten und heute gültigen Kilometrierung.) die Wintricher Furt. Für die Schifffahrt stellte diese Furt als Untiefe mit Stromschnellen und Flussinseln eine besondere Gefahrenstelle dar. Touristen, denen Strand- und Sonnenbäder am Moselufer empfohlen wurden, wurden gleichzeitig zur Vorsicht in den Stromschnellen der Wintricher Furt ermahnt.
Als die Schiffe auf der Mosel noch ohne eigenen Antrieb von Halfen getreidelt, das heisst an Tauen flussaufwärts gezogen werden mussten, wurden 20 bis 25 Pferde und oft auch einige zusätzliche Helfer aus dem Nachbarort Kesten eingesetzt um sie durch die Wintricher Furt bis zur Geierslay zu schleppen. Bei km 141,2, also am oberen Ende der ehemaligen Furt, heute neben dem unteren Vorhafen der Schleusenanlage, erinnert daran eine in einer Nische, hoch oben in einer auffälligen senkrechten Felswand eingelassene Abbildung des Heiligen Nikolaus von Myra, dem Schutzpatron der Schiffer. Das Sandsteinrelief an diesem sogenannten Nikolausfels, über den sich der Bergsporn der Minheimer Burglay rund 100 m hoch erhebt, wurde um 1600 von einem Moselschiffer gestiftet.

## Aufbau
Die Staustufe Wintrich besteht aus einer Reihe von Bauwerken die entlang einer gemeinsamen Achse zwischen den beiden Flussufern direkt nebeneinander angeordnet sind. Am linken Moselufer, das zur Ortsgemeinde Minheim gehört befinden sich die Schleusenwerke. In der Flussmitte steht das Stauwerk mit einer angegliederten Fischtreppe. Am rechten Moselufer, dem Ufer in Wintrich befindet sich ein Wasserkraftwerk. Ein Kontrollgang der im Fundament des Wehrkörpers eingebaut ist verbindet die gesamte Anlage von Ufer zu Ufer.

### Schleusenwerk
Zu den Schleusenanlagen gehören eine Schiffsschleuse für die größeren Gütermotorschiffe und Personenschiffe, eine Bootsschleuse für die kleineren Schiffe der Sport- und Freizeitschifffahrt und eine Bootsgasse für kleine, motorlose Boote.

#### Schiffsschleuse

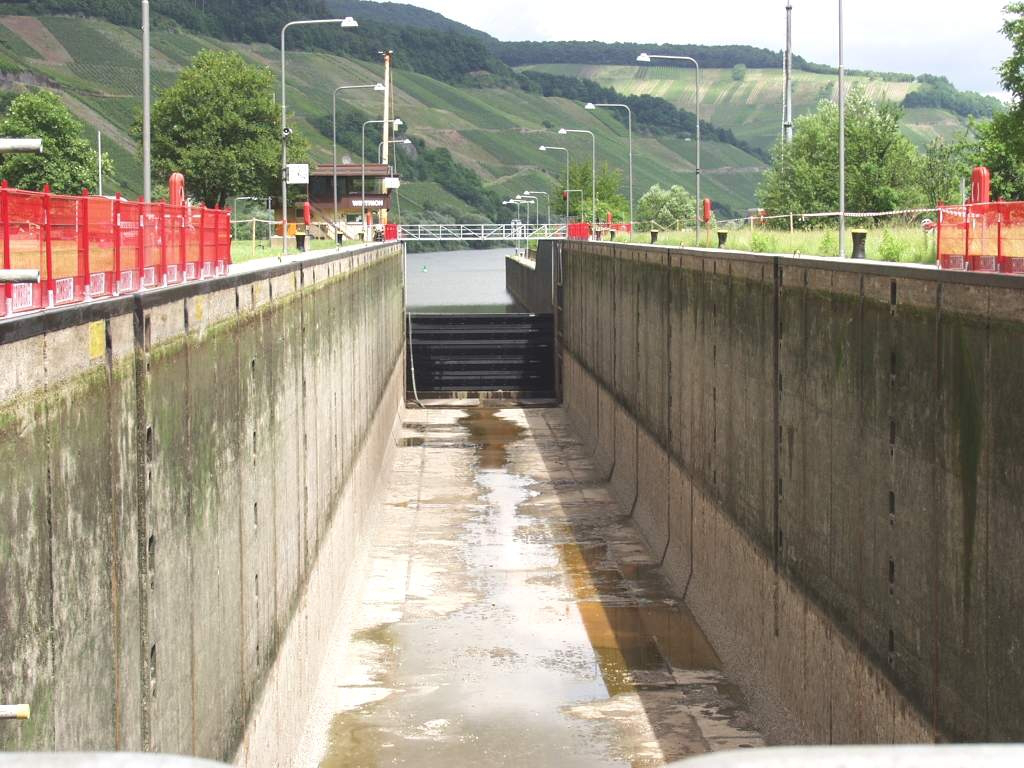
Die Kammer der Wintricher Schiffsschleuse. 1961 fertig gestellt. Hier trockengelegt, anlässlich einer Inspektion 2002. An durchschnittlich 8 Tagen im Jahr sind die Schleusen wegen Instandsetzungsarbeiten außer Betrieb. (Blick Richtung Untertor)

Die Schiffsschleuse hat eine Schleusenkammer für die der Betreiber als nutzbare Länge 172 m und für die Breite 12 m angibt. Zur Schleusung zugelassen werden Einzelfahrer bis 110 m Länge, mit besonderer Erlaubnis bis 135 m, und 11,45 m Breite, sowie Schubverbände mit bis zu zwei Schubleichtern von einer Gesamtlänge bis 172,10 m und einer Breite bis 11,45 m. Die Durchfahrtszeit beträgt im Mittel flussaufwärts ca. 19 Minuten und flussabwärts ca. 15 Minuten (Zahlen vom 4.11.22). Von dort aus sind die Schiffe bis zur nächsten Schleuse in Detzem rund zwei Stunden unterwegs. An etwa 11 Tagen im Jahr bleibt die Schleuse wegen Hochwasser, Reparaturen und anderem geschlossen.
Das Obertor ist ein sogenanntes Hubsenktor. Es besteht aus ebenen, durch Riegel ausgesteifte Tafeln. Zum Füllen der leeren Schleusenkammer wird es um den sogenannten Füllspalt angehoben, durch den das Wasser einfließt bis der Wasserspiegel dem Oberwasser angeglichen ist. Danach wird das Tor in eine Grube so weit abgesenkt, dass die Schiffe über die Oberkante des Tores hinwegfahren können. Diese Bauart des Obertors wurde gewählt, weil anders als etwa bei Hubtoren keine hohen Aufbauten notwendig sind die im Landschaftsbild als optisch störend empfunden werden.
Das Untertor ist ein sogenanntes Stemmtor. Es besteht aus zwei Torflügeln, die im unteren Bereich mit Segmentschützen, verschließbare Öffnungen, zur Entleerung der Kammer ausgestattet sind.
Landseitig an der Schiffsschleuse beim Untertor steht das Schleusenbetriebsgebäude. Es ist ein Kontrollturm für die Schleusenwerke, von dem aus vor allem die Schiffsschleuse überwacht und bedient wird. In naher Zukunft wird eine Leitzentrale in Trier diese Funktion per Fernbedienung übernehmen. Diese wurde bereits im November 2021 eröffnet und wird sukzessive bis 2027, neben einer zweiten geplanten Zentrale in Müden, die Steuerung aller Anlagen an der Mosel übernehmen können.
Oberhalb und unterhalb der Schleusen befinden sich die Vorhäfen am Minheimer Ufer. Der untere Vorhafen hat flussseitig, in Verlängerung der Schleusenkammer eine 170 m lange Mole, und der obere Vorhafen eine fast 200 m lange Mole, die die Einfahrten der Schiffschleuse von der übrigen Anlage trennen. Diese sogenannten Schubmolen wurden angelegt um langen Schubverbänden die Ein- bzw. Ausfahrt zu erleichtern.
Die Schleusenanlagen der Staustufe Wintrich werden demnächst mit einer zweiten Schleusenkammer erweitert. 2022 wurde das Planfeststellungsverfahren dazu eingeleitet. Infolge der gestiegenen Schiffsgrößen wird die zweite Schleusenkammer mit einer Nutzlänge von 210 m und einer lichten Breite von 12,50 m ausgelegt, wird also erheblich größer sein als die erste Schleusenkammer.

#### Bootsschleuse
Die Bootsschleuse hat eine Schleusenkammer für die der Betreiber als nutzbare Länge 18,00 m, für die Breite 3,40 m und für die Wassertiefe 1,50 m angibt. Sie ist hauptsächlich für die Nutzung durch die Sport- und Freizeitschifffahrt vorgesehen.

#### Bootsgasse

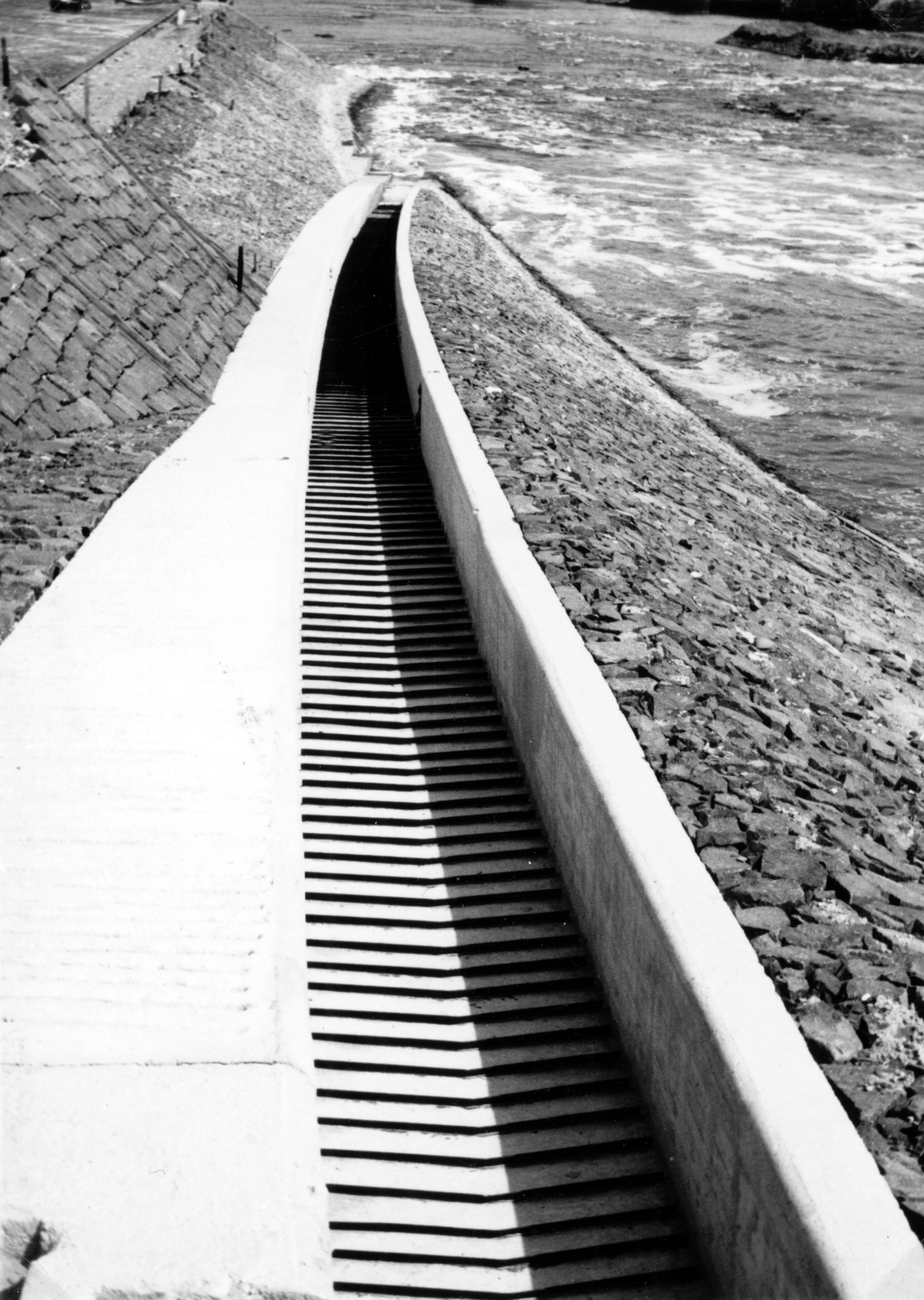
Die Bootsgasse mit Wangenweg 1963, vor der Inbetriebnahme (Blick zum Unterwasser).

Die Bootsgasse der Wintricher Staustufe ist ein Kanal von fast 100 m Länge mit einem Gefälle zwischen 1:12 und 1:15. Sie kann von Booten bis 1,20 m Breite und 0,30 m Tiefgang genutzt werden. Sie muss von den Benutzern selbst bedient werden. Dazu hängt vor Ort eine Bedienungsvorschrift aus. Eine Lichtsignalanlage zeigt grünes Licht wenn Wasser auf der Rutsche ist und eingefahren werden kann. In der übrigen Zeit wird ein rotes Licht angezeigt, oder auch kein Licht wenn die Bootsgasse außer Betrieb ist. Für Bootsfahrer die das Oberwasser erreichen wollen führt ein Wangenweg entlang der Bootsgasse über den sie ihre Boote tragen können.

### Stauwerk
Die Wehranlage der Staustufe Wintrich hat eine Gesamtlichtweite von 120 m. Sie besteht aus drei Wehrfeldern von je 40 m Durchflußbreite zwischen vier Wehrpfeilern von je 4 m Breite. Die Fallhöhe bei Mittelwasser beträgt 7,5 m. Die Wasserführung bis 380 Kubikmeter pro Sekunde fließt zur Energiegewinnung durch das Kraftwerk ab. Erst bei höherer Wasserführung wird das Wehr überströmt. Der Stau wird mit einer Toleranz von ±5 cm am Oberwasserpegel gehalten. Damit erfolgt die Stauhaltung bis zur 26 km entfernten Detzemer Staustufe.
Bei den Wehren handelt es sich um sogenannte Sektorwehre, deren Verschluss –der Sektor– zur Freigabe für den Hochwasserabfluss in die Sektorkammer im Wehrkörper abgesenkt wird. Die Verschlusshöhe der Sektoren konnte niedriger ausgelegt werden durch den Bau darunterliegender Wehrhöcker, der sogenannten Jambor´schen Schwellen.
Im Oberwasser befindet sich an der Sohle vor den Wehren eine Ankerfangkette.

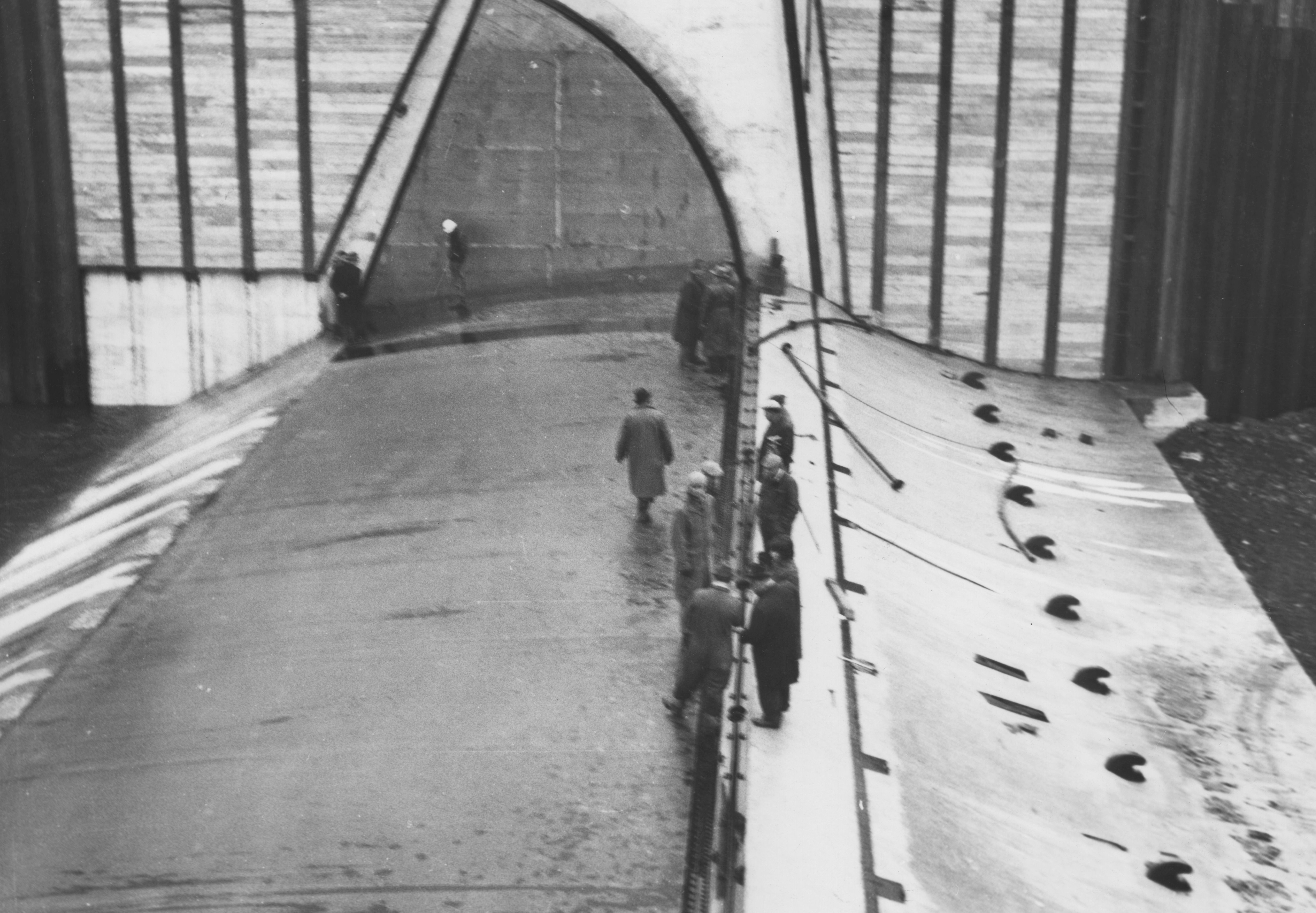
Stauwerk Wintrich, Sektor von Wehrfeld „L“ 1963: Auf dem Wehrhöcker, der sogenannten Jambor-Schwelle, wird das erste Absenken des beweglichen Sektorwehrs begutachtet (rechts Oberwasser).[22] Ein solches Legen des Wehrs wird sonst nur bei Hochwasser vorgenommen, wenn der Durchfluss 1350 m3/s übersteigt.
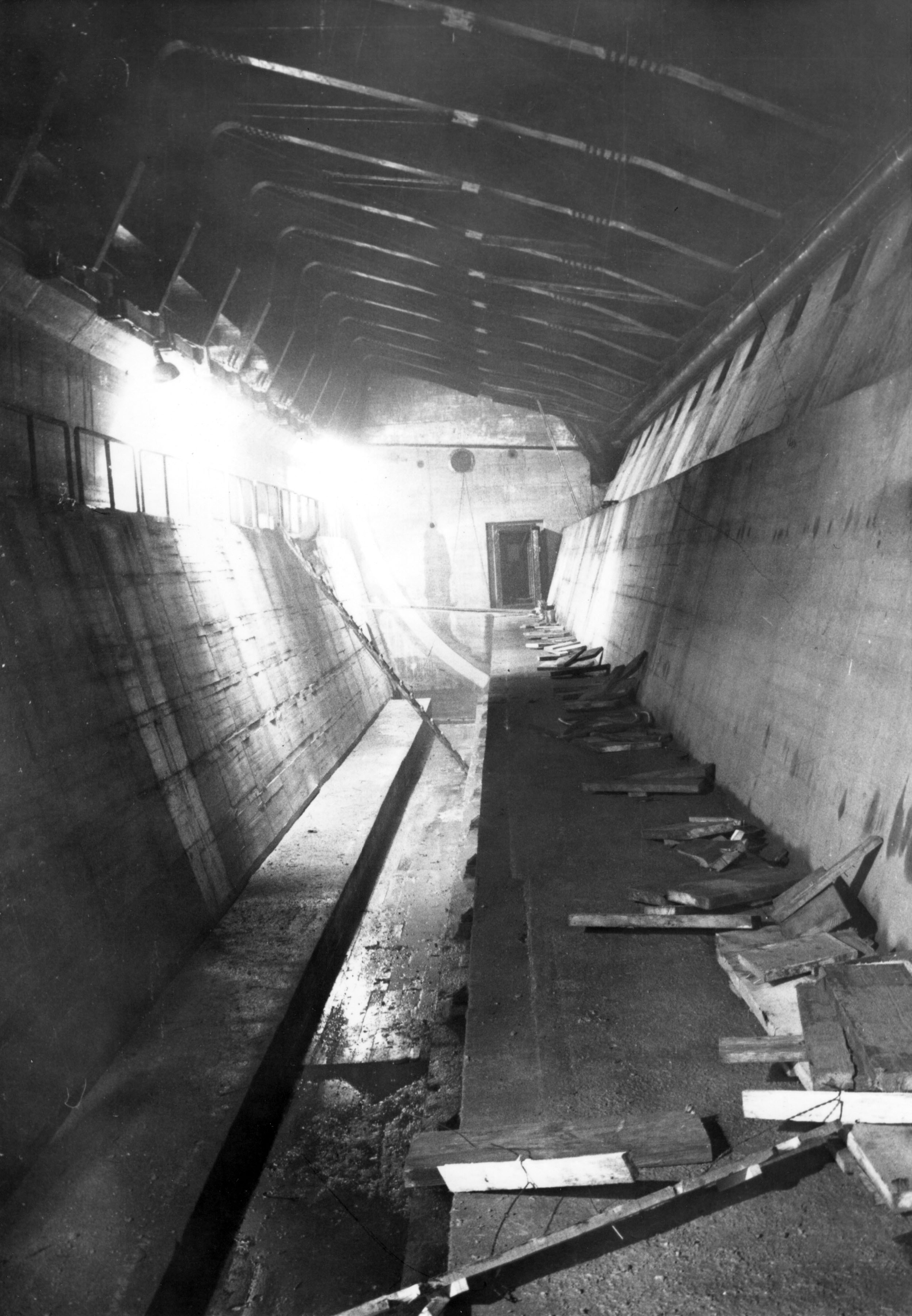
Stauwerk Wintrich, in der Sektorkammer des linken Wehrfeldes „L“ 1961:[23] Bei Betrieb ist dieser Raum gefüllt mit Wasser auf dem das Sektorfeld schwimmt.
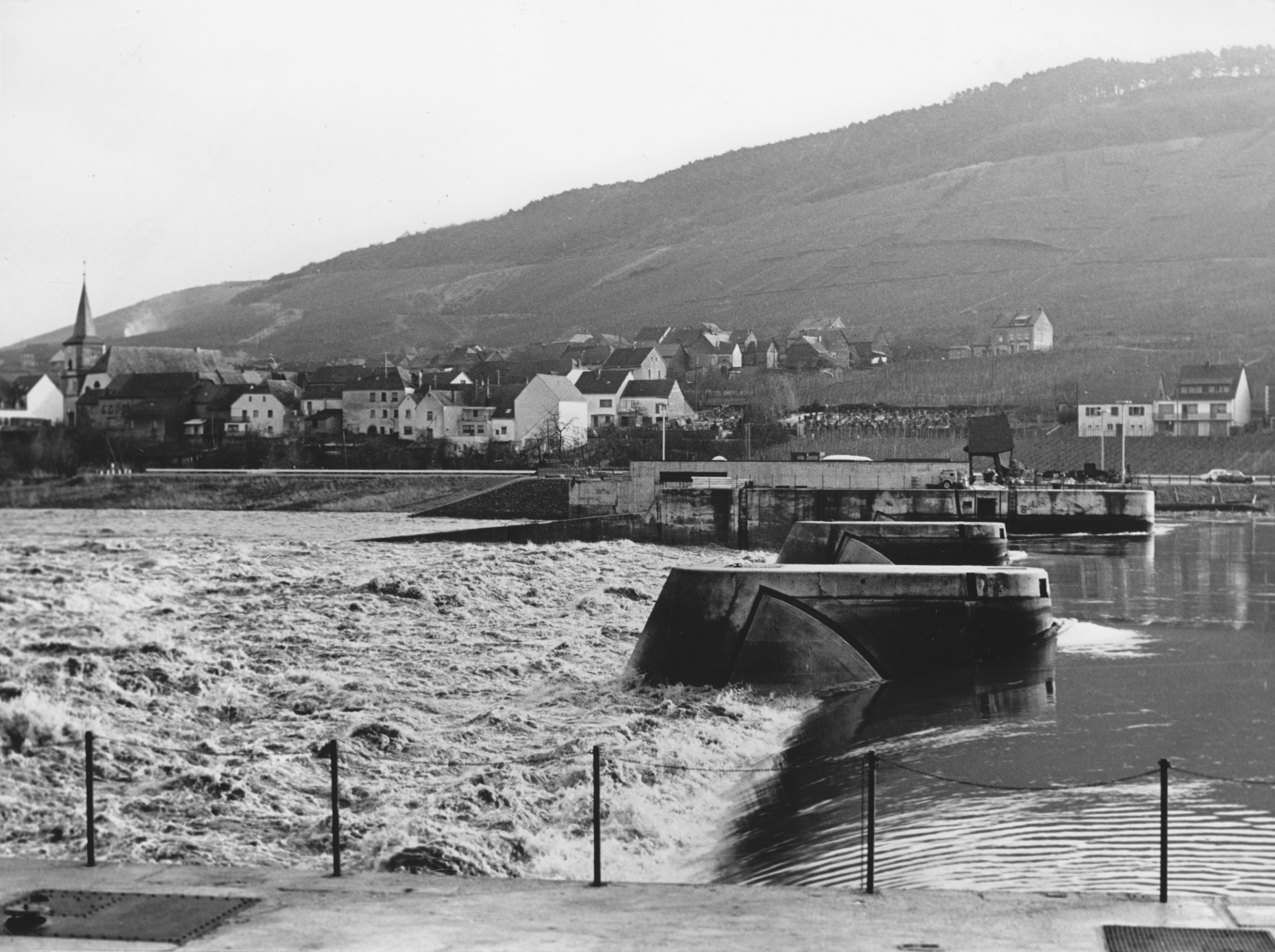
Stauwerk Wintrich, überströmtes Wehr während des Hochwassers im Februar 1970:[24] Ab einem Durchfluss von 1200 m3/s wird damit begonnen die Sektoren um bis zu 50 cm abzusenken. Ab 1350 m3/s werden die Sektoren durch Legen vollständig geöffnet.[20] Blick von der Schleuse Richtung Wintrich.

#### Fischpass

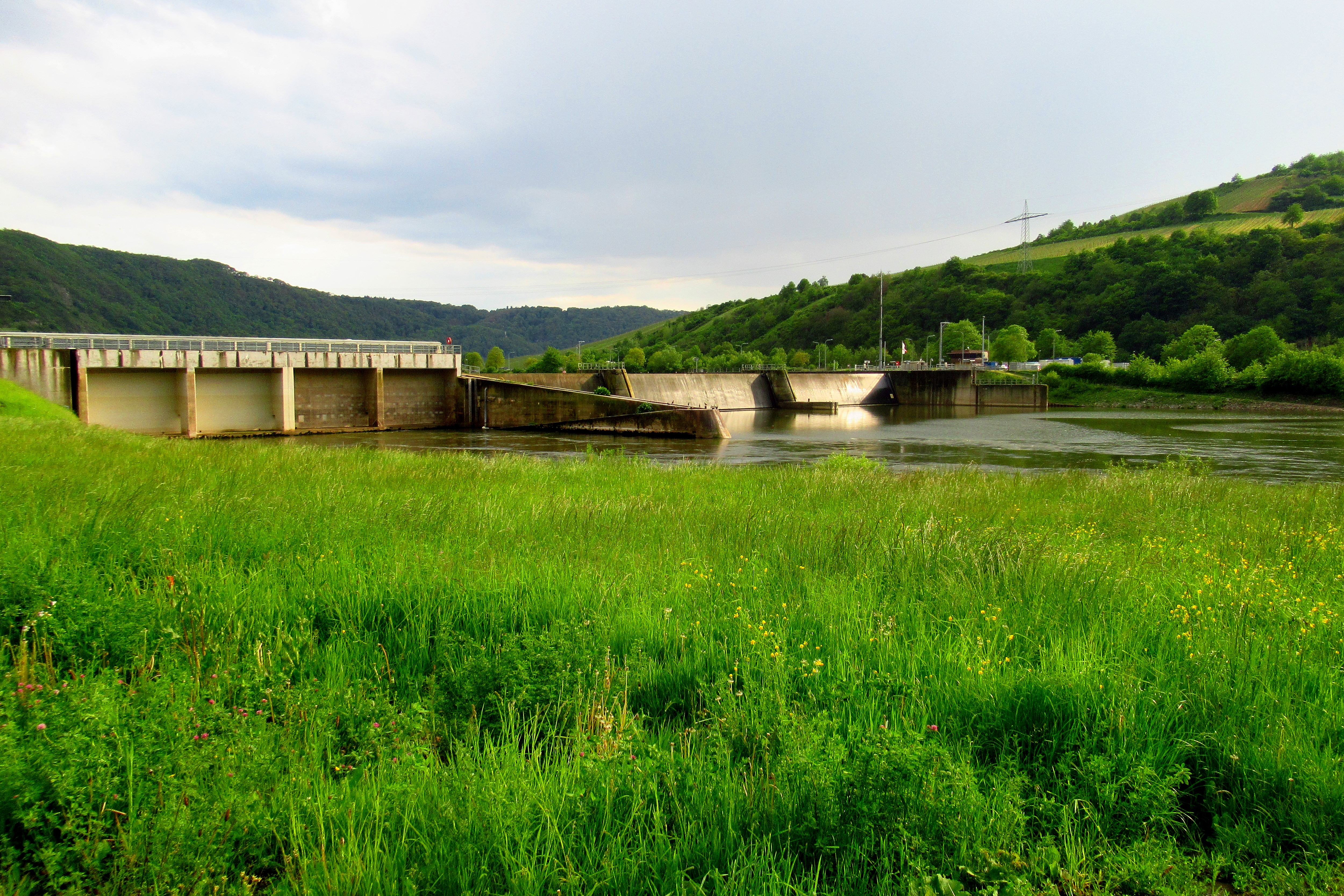
Die Fischtreppe:
Der Kanal ist teilweise mit Pflanzen überwuchert und wird von Reihern aufgesucht. (Mai 2023)

Im Wehrpfeiler neben dem Kraftwerk ist eine Fischtreppe und ein Steigrohr für Aale untergebracht. Die Fischtreppe dient vor allem dem Fischabstieg. Der Nutzen dieser Anlage ist mäßig. Es wird davon ausgegangen, dass die meisten abwärts wandernden Fische durch die Turbinen des Kraftwerks passieren, wobei viele verletzt oder getötet werden. Besonders Aale sind davon betroffen. Das Mortalitätsrisiko für Blankaale liegt in Wintrich im Normalbetrieb bei 1/3. Daher werden die Aale im Stauabschnitt jährlich gefangen und an der Moselmündung wieder ausgesetzt. Zusammen mit dem zukünftigen Bau einer zweiten Schleusenanlage wird eine moderne Fischwechselanlage entstehen mit der die Fische die Staustufe über treppenartig angeordnete durchströmte Wasserbecken überwinden können.

### Kraftwerk

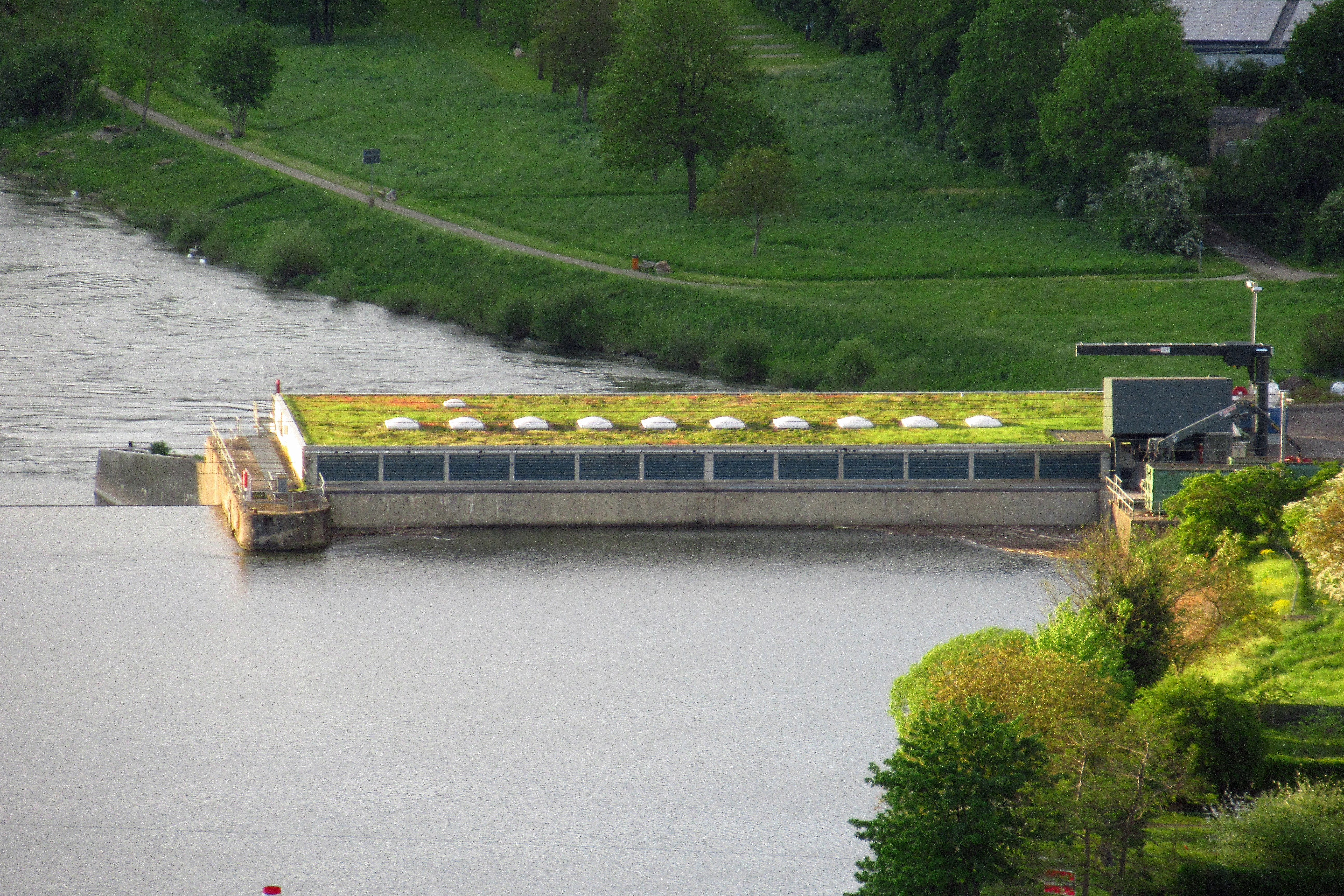
Das Wasserkraftwerk.

Das Laufwasserkraftwerk mit einer Nennleistung von 20 MW befindet sich am Wintricher Ufer. Von seiner Bauweise ist es ein Buchtenkraftwerk, das in einer am Ufer künstlich geschaffenen Bucht im Anschluss an das Wehr angeordnet ist. Es ist seit Januar 1965 in Betrieb und wird gegenwärtig von der RWE Generation Hydro GmbH betrieben, einer Tochtergesellschaft der RWE Generation SE. Es wird von einer Zentralwarte überwacht und gesteuert, die sich an der Staustufe Fankel befindet. In dem baulich niedrig gehaltenen Krafthaus gibt es vier Kaplan-Rohrturbinen, jede mit einer Nennleistung von 5 MW und Laufradschaufeln von 4,6 m Durchmesser, die eine Turbinendrehzahl von 831/min erreichen. Darüber können bei einer Fallhöhe von 7,5 m bis zu 400 Kubikmeter Wasser pro Sekunde abgeleitet und zur Energiegewinnung genutzt werden. Diese Kapazität ist so groß, dass an 275 Tagen im Jahr das Wasser, das die Staustufe passiert vollständig durch die Turbinen geleitet werden kann, statt es ungenutzt über die Wehre abfließen zu lassen.
Die Turbinen laufen permanent und die Menge des durchfließenden Wassers wird in Abhängigkeit vom Pegelstand vollautomatisch geregelt. Im Mittel an 90 Tagen im Jahr steht eine Ausbauwassermenge von 380 Kubikmeter pro Sekunde zur Verfügung. Solange er unter 380 Kubikmeter pro Sekunde bleibt wird der Abfluss von der Kraftwerksgesellschaft gesteuert. Bei einem höheren Wert übernimmt die WSA, bzw. der Schichtleiter der Schleuse die Steuerung.
Die Jahresleistung des Kraftwerks beträgt 90 GWh, wovon 2/3 im Winterhalbjahr anfallen.